# 马鞍山长江大桥
马鞍山长江大桥位于安徽省马鞍山市，2013年12月31日投入使用。该长江大桥起于安徽省马鞍山市和县姥桥镇，接马巢高速公路；在马鞍山江心洲位置处跨越长江，止于当涂县牛路口（苏皖界），接溧水至常熟的高速公路，是沪武高速公路（原常合高速公路）的重要组成部分。全长约36.274千米。其中跨江主体工程长11.209公里，南岸接线长19.320公里，北岸接线长5.745公里，双向六车道，设计速度100公里每小时。自2024年3月26日起，沪武高速马鞍山大桥及连接线段（K287+000-K323+274）限速由小客车100km/h、大客车100km/h、货车80km/h調整爲小客车120km/h、其他车100km/h。